# Kemeneskápolna, Vas
Kemeneskápolna  este un sat în districtul Celldömölk, județul Vas, Ungaria, având o populație de 96 de locuitori (2011). 

## Demografie
Componența etnică a satului Kemeneskápolna
     Maghiari (88,57%)
     Germani (11,43%)
Componența confesională a satului Kemeneskápolna
     Romano-catolici (52,08%)
     Luterani (11,46%)
     Necunoscută (36,46%)
Conform recensământului din 2011, satul Kemeneskápolna avea 96 de locuitori. Din punct de vedere etnic, majoritatea locuitorilor (88,57%) erau maghiari, cu o minoritate de germani (11,43%).  Din punct de vedere confesional, majoritatea locuitorilor (52,08%) erau romano-catolici, cu o minoritate de luterani (11,46%). Pentru 36,46% din locuitori nu este cunoscută apartenența confesională.